# Ram-On
Pour les articles homonymes, voir RAM.
Ram-On est un moshav israélien de la région de T'anach, au sud de la Vallée de Jezreel. La communauté a été fondée en 1953.